# 18943 Elaisponton
18943 Elaisponton (2000 QA55) là một tiểu hành tinh vành đai chính được phát hiện ngày 25 tháng 8 năm 2000 bởi nhóm nghiên cứu tiểu hành tinh gần Trái Đất phòng thí nghiệm Lincoln ở Socorro.